# Juan Tomás Ávila Laurel
Juan Tomás Ávila Laurel (Malabo, 1966) és l'escriptor equatoguineà més traduït. D'origen annobonés, es va exiliar a Catalunya al 2011 oposar-se a les complicitats espanyoles amb el govern de Teodoro Obiang Nguema. És el protagonista del documental L'escriptor d'un país sense llibreries (2019), que a pesar d'haver-se estrenat en diversos festivals de cinema internacionals no ha pogut veure's al seu país ni a cap televisió espanyola.

## Biografia
Va néixer a Malabo, aleshores Guinea Espanyola (ara Guinea Equatorial), fill de Manuel Ávila Fernández i Luisa Laurel Bizantino, ambdós professors espanyols d'Annobón. Va fer la primària a Annobón i els estudis secundaris a Malabo, on es graduà com a infermer.
Ha conreat tant la novel·la com la poesia i l'assaig. Realitza una important labor com a redactor en cap de la revista cultural El Patio, publicada pel Centro Cultural Hispano Guineano a Malabo. Va estudiar infermeria a l'Escola Nacional de Bata, Regió Continental de Guinea Equatorial.
Va tenir una relació amb Cornelia Alene Nkogo Avomo, amb la qual va tenir dues filles, Engracia Avila Alene i Pilar Avila Alene.
En 2011 va abandonar el país, establint-se a Espanya. En 2003 va ser nomenat Joseph G. Astman Distinguised Conference Scholar per la Universitat de Hofstra, Nova York. És conferenciant assidu a diverses universitats estatunidenques.

## Guardons
Abans d'ingressar a l'Escola de Sanitat, va participar en una sèrie de concursos literaris que organitzava el ja desaparegut Centre Cultural Hispano Guineano de Malabo. Va guanyar en aquests concursos alguns premis, que van ser el començament de la seva vida literària, que inclou fets editorials i premis literaris que es resumeixen així:
- 1988 - Va rebre el primer Premi d'assaig en el certamen literari Guinea Equatorial, XX anys d'Independència, organitzat per l'Escola Normal de Magisteri de Malabo, l'antiga Escola Superior.
- 1989 - Va rebre el primer premi de Poesia amb el poemari Versos del alma en el certamen literari 12 d'Octubre, organitzat pel Centre Cultural Hispano Guineano de Malabo.
- 1990 - Va rebre el primer premi de Poesia amb el poemari Ramblas en la següent edició del citat certamen. Els dos poemaris s'uneixen en una edició titulada Poemas, que veu la llum en 1994, sota el segell Ediciones CCHG de Malabo.
- 1993 - Va rebre el primer premi de Teatre en una altra edició de l'esmentat certamen amb l'obra Los hombres domésticos, que més tard es publicaria íntegra en la revista África 2000, ja desapareguda.

## Obres
- 1994 - Poemas (Ediciones del Centro Cultural Hispano-Guineano, 1994)
- 1994 - Los hombres domésticos (Ediciones CCHG)
- 1998 - Rusia se va a Asamse (Ediciones CCHG)
- 1999 - La carga (Editorial Palmart, 1999)
- 1999 - Historia íntima de la humanidad (Ediciones Pángola, Malabo, 1999)
- 2000 - El derecho de pernada (Editorial Pángola, Malabo)
- 2000 - Áwala cu sangui (Editorial Pángola, Malabo)
- 2001 - El desmayo de Judas (Ediciones CCHG)
- 2002 - Nadie tiene buena fama en este país (Editorial Malamba, Avila, España)
- 2002 - Misceláneas guineoecuatorianas
- 2004 - El fracaso de las sombras
- 2005 - Cómo convertir este país en un paraíso: otras reflexiones sobre Guinea Ecuatorial
- 2006 - Guinea ecuatorial: vísceras (Institució Alfons el Magnanim, 2006)
- 2007 - Cuentos crudos (Centro Cultural Español de Malabo, 2007)
- 2008 - Avión de ricos, ladrón de cerdos (El Cobre, 2008)
- 2009 - Arde el monte de noche (Calambur Editorial, 2009)